# Крукедвуд

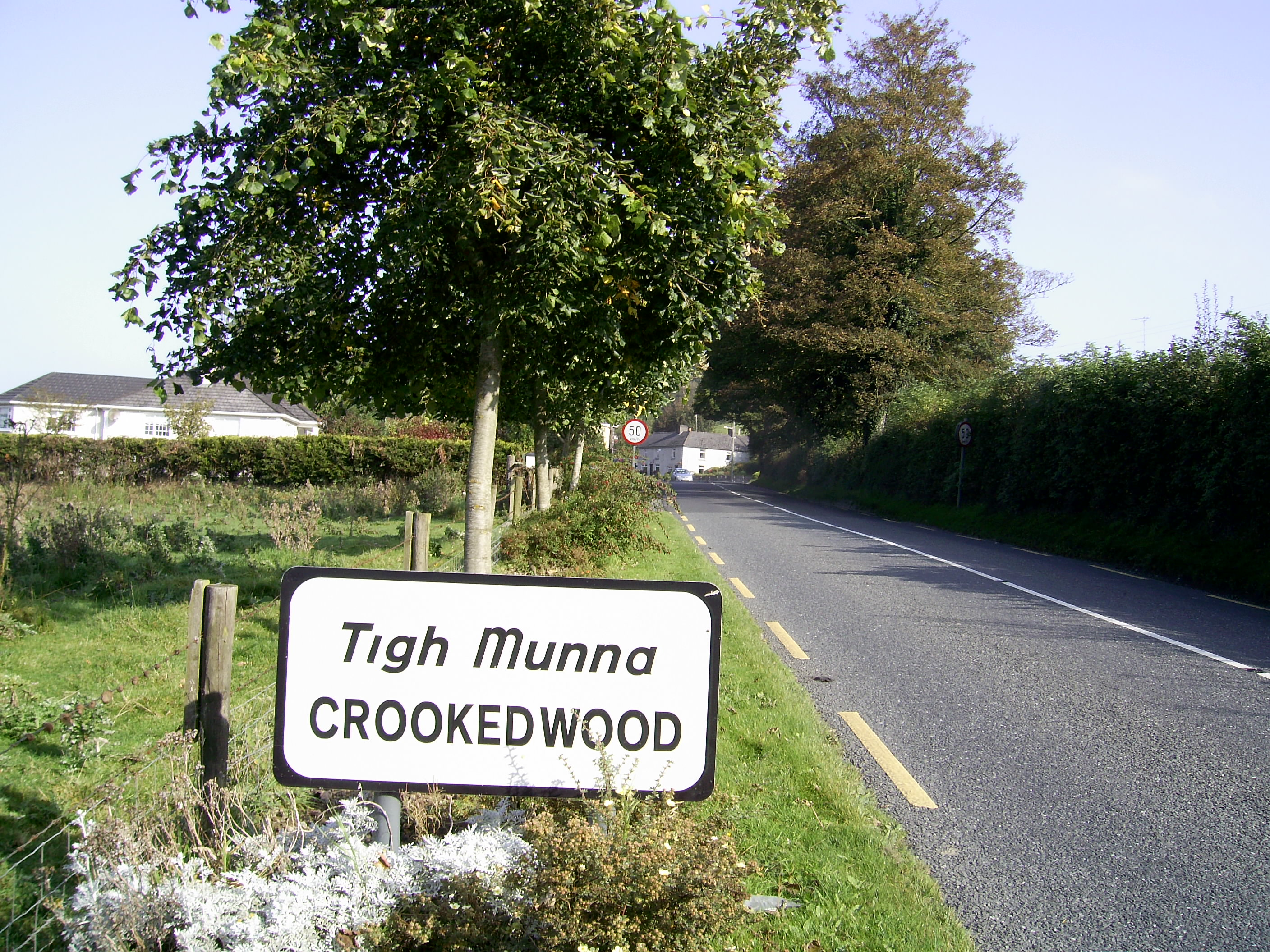
Tigh Munna

Крукедвуд (англ. Crookedwood; ирл. An Tigh Munna) — деревня в Ирландии, находится в графстве Уэстмит (провинция Ленстер).
Население — 326 человек (по переписи 2006 года). При этом, население пригородов (environs) — 355 человек.
Благодаря расположенному поблизости озеру Лох Дерравараг, деревня имеет статус рыболовного центра, и пользуется популярностью у европейских и американских туристов. 
В Крукедвуде базируется местный гаэльский спортивный клуб. 